# Sindacato assassini
Sindacato assassini (Murder Inc.) è un film del 1960 diretto da Burt Balaban e Stuart Rosenberg.